# 極地年鑑冰川
69°36′S 76°0′E / 69.600°S 76.000°E
極地年鑑冰川是南極洲的冰川，位於帕布利凱申斯冰架北部，處於斯泰因群島東北面6公里，該冰川在1952年根據美國海軍的空中照片繪入地圖，以挪威極地刊物命名。